# 24時間テレビ40 愛は地球を救う
『24時間テレビ40 「愛は地球を救う」  告白〜勇気を出して伝えよう〜』（24じかんテレビ40 「あいはちきゅうをすくう」 こくはく〜ゆうきをもってつたえよう〜）は、日本テレビにて2017年8月26日（土曜）18:30 - 8月27日（日曜）20:54（JST）まで生放送された40回目となる『24時間テレビ』である。

## 概要
記念すべき40回目の24時間テレビとなった。これまでのメインパーソナリティはジャニーズのグループで担っていたが、今回は3つのグループのメンバー1人ずつが結集して担っていた。
この年は「行列のできる法律相談所」や「有吉反省会」の制作陣を中心としたスタッフ構成であったため、これに関わる演者も多く出演している。

## 出演者
※グループ名・所属は基本的に当時のもの

### 総合司会
- 羽鳥慎一
- 水卜麻美（日本テレビアナウンサー）

### メインパーソナリティー
- 櫻井翔（嵐・NEWS ZERO 月曜キャスター）
- 亀梨和也（KAT-TUN・Going! 日曜サポーター）
- 小山慶一郎（NEWS・news every. 第1部メイン・第2,3部水曜キャスター）

※櫻井は2013年以来3年ぶり5回目、亀梨は11年ぶり2回目、小山はNEWSとして務めた昨年に引き続き2年連続の3回目の担当。
※代表番組は放送当時。

### チャリティーパーソナリティー
- 石原さとみ

### サポーターほか
- 徳光和夫
- 東野幸治
- 宮迫博之（雨上がり決死隊）
- 後藤輝基（フットボールアワー）
- 渡部建（アンジャッシュ）
- 梅沢富美男

### チャリティーマラソンランナー
- ブルゾンちえみ

### 武道館に訪れたゲスト
- AKB48

## 企画・コーナー

### タイムテーブル
| 時間            | コーナー名                                                                        |
| --------------- | --------------------------------------------------------------------------------- |
| 8月26日 18:30 - | 24時間テレビ PART.1                                                               |
| 18:30 -         | オープニング＆マラソンランナー発表!                                               |
| 19:00 -         | 日本列島ダーツの旅的「告白の旅」（櫻井翔）                                        |
| 19:30 -         | 「はじめてのおつかい」お母さんの目になる                                          |
| 20:00 -         | 「絶望を乗り越えたバスケ選手」佐々木希が見た生きる覚悟                            |
| 20:50 -         | 羽生結弦が郷ひろみと夢のアイスショー                                              |
| 21:00 -         | ドラマ「時代をつくった男 阿久悠物語」                                             |
| 23:15 -         | 嵐にしやがれ生放送SP                                                              |
| 8月27日 0:30 -  | しゃべくり「今夜限り！あなたの想い伝えてください！初めての告白007」               |
| 1:45 -          | 24時間テレビ PART.2                                                               |
| 2:45 -          | 有吉生反省会 反省バトルロワイヤル                                                 |
| 4:00 -          | 24時間テレビ PART.3                                                               |
| 4:00 -          | 「歴代朝の顔 司会者5人が大集合 お宝映像＆今だから言える告白SP」                   |
| 5:00 -          | 24時間テレビ今昔物語                                                              |
| 5:30 -          | 復活!ウィッキーさん英会話 懐かし映像＆あの芸能人に生直撃                          |
| 6:00 -          | 日本列島ダーツの旅的「告白の旅」                                                  |
| 6:15 -          | 日本列島ダーツの旅的「告白の旅」（NEWS小山慶一郎）                                |
| 6:43 -          | NNNニュースサンデー                                                               |
| 6:55 -          | 24時間テレビ PART.4                                                               |
| 7:30 -          | 櫻井翔の亡き祖父は新聞記者 初めて知った平和への想い                               |
| 8:45 -          | テレビで見せない梅沢富美男 人生の3大告白                                          |
| 9:00 -          | 日本列島ダーツの旅的「告白の旅」（ブルゾンちえみwithB）                           |
| 10:45 -         | 天才作詞家・阿久悠 時代をつくった名曲秘話                                         |
| 11:17 -         | NNNストレイトニュース                                                             |
| 11:27 -         | 24時間テレビ PART.5                                                               |
| 11:30 -         | 家族を支える母の右手〜未来をつかむ夢の義手〜                                      |
| 11:45 -         | 貴乃花長男 靴職人・花田優一が初挑戦！〜80才伝説のタップダンサー最後のシューズ〜   |
| 12:00 -         | 日本列島ダーツの旅的「告白の旅」（亀梨和也）                                      |
| 12:27 -         | 24時間テレビ PART.6                                                               |
| 13:00 -         | 17才の女子高生が告白 同級生の前で勇気を出して…                                    |
| 14:00 -         | 箱根駅伝3連覇 青山大学の原監督 覚悟の1500m                                        |
| 14:30 -         | 日本アニメ誕生100周年 勇気と希望!アニメソングメドレー                             |
| 15:15 -         | 三浦祐太朗が母・山口百恵への想いを告白 37年ぶりに蘇る武道館で「さよならの向う側」 |
| 16:15 -         | 林修が日本一のチョーク工場へ 社員7割が知的障碍者                                  |
| 16:54 -         | NNNニュース                                                                       |
| 16:59 -         | 24時間テレビ PART.7                                                               |
| 17:00 -         | 黒柳徹子が若者たちに「生き方」を授業 徹子の衣装で夢のファッションショー           |
| 17:30 -         | チャリティー笑点                                                                  |
| 18:45 -         | 日本列島ダーツの旅的「告白の旅」（石原さとみ）                                    |
| 19:00 -         | 未来への希望を歌声に櫻井翔が伝えるふるさとと福島                                  |
| 19:50 -         | 女芸人と耳の不自由な子供たちがコンビネーションマリンバに挑戦！                    |
| 20:10 -         | フィナーレ                                                                        |

タイムライン外のコーナー
- 義足で夢の槍ヶ岳登山!イモトと挑む3180m
- ヒロミの24時間リフォーム〜オンボロ駅を直そう!〜

## スタッフ
- 技術統括：山口裕司
- 美術統括：大川明子
- 総合TD：林英毅
- マイクロプラン：小峰祐司
- 音声プラン：星野正樹
- 本社VTR︰福田竜也、佐藤聡一
- SDC・SOC：平野勇太、氏原圭亮、月城徳守、小柳和紀、古谷野祐樹
- CVセンター：堀内淳志、金尾貴一、川俣真由理
- マスター：當山俊一郎、川平貴之、坪井翔馬、橋本弘美、朝倉沙弥香、長沼宏幸
- 放送進行︰品川和雅、松下晃子、池田薫
- 回線ブッキング：知念愛香、萩谷知子、林綾子
- 電話回線設備：前島聡、浅川彦四郎、渋澤英司、中村和正、守野晃央、堀翔太
- CGデザイン：堀江隆臣、鈴木寿晃、石渡英明、篠田貴之、三浦智己、野村俊介、山岸龍、水落功真、藤井真吾
- テロップ︰久保田英嗣、田原達也、狩野博貴、橋田可奈子、大野紗耶子、藤本杏奈
- 宣伝部：鈴木将大、畠山直人
- 宣伝デザイン：高橋亜希子
- 編成：長田宙、高島陽子、渡邊真誉、切田美伸、川口信洋
- ネットワーク：俣野尚郎、国田優子
- 技術協力：NiTRO
- 美術協力：日テレアート

警備本部
- - 警備本部：鹿野正樹、黒田努、中田洋、佐々木明、川﨑朋也、大河敏一、大江志都道
  - 副本部長：伊佐治健、赤間佳彦
  - 本部長：酒巻和也

告知
- - カメラ：奥村誠久
  - ディレクター：長嶋永知、鈴木遼太朗、若菜久利、成瀬祐太
  - プロデューサー：上野尚偉、草場千恵、沢辺恵美

PR
- - AP：斉藤陽子、川原三穂
  - プロデューサー：深谷圭二、伊藤実枝子、所俊輔、城下直子、高橋正昭
- チャリTシャツデザイン：野老朝雄

デジタルコンテンツ
- - 制作統括：島田美帆、久保健太、岩長真理

〔WEB〕
- - 統括：石川甚敬、岩田昴樹、倉又広行、土屋卓朗
  - 制作：青山大介、未武里沙、神山賢司、遠田健、上原俊也、山田貴史、江藤隆之祐、高橋雅也、堀池千晶、平島美穂、真鍋怜、高木亮輔、林哲史、財津功靖

〔データ放送〕
- - 統括：稲福祥子
  - 技術：中西亮太、日野祐介、西本拓真、髙月まどか
  - 制作：下迫直樹、寺本匠、茂住彩織

〔スマホチャリティー〕：皆川陽介、佐藤麻美

〔マラソン動画配信〕
- - ディレクター：山本久美子、岡村香織、森由華、寺島学、上野佑馬
  - エンジニア：中塚貴裕、茂呂享司、工藤数基
  - プロデューサー：添田順

24時間テレビ日産チャリティーイベント
- - 特別協賛：日産自動車
  - TD：高橋一徳
  - SW：大谷アグリ
  - カメラ：海野亮
  - MIX：日下部巌
  - VE：渥美淳
  - 照明：宮田千尋
  - 音響：白石幸人
  - 音効：高橋秀治
  - モニター：久保和也
  - AP：藤田志帆
  - ディレクター：松﨑秀峰、川口順也、小山貴広
  - 演出：奥陽介
  - プロデューサー：今井康則、山口敦司、小黒みやこ、安達流海子

汐留本社S1サブ放送本部
- - SW：高田憲一、三井隆裕、岩本茂、北折雅人、村上和正
  - 音声：瀧島要介、中野裕介、辻直哉、勝又理行、木村宏志、依田真和
  - 調整：古手川大、天内理絵、笈川太、鈴木裕美
  - VTR出しディレクター：星野隆夫、佐藤伸一
  - TK：居波初子、山沢啓子、鈴木リサ、長坂真由美、竹島祐子、奈良里美、伊村佳恵、神保よしみ
  - ECG：滝澤奈美子、宮前芳恵、齋藤さやか、辻根昌枝、今泉瑞希、村松朋子、矢引基子
  - CMフォーマット：島ノ江衣未
  - ダイジェストディレクター：渡邊文哉
  - 技術・ネットコーディネート：加納嗣大、井上将司、蒲龍太郎、髙橋昴平、上野真二

汐留本社S3サブ放送本部
- - TD：牛山敏彦
  - SW：鈴木健司
  - 調整：矢田部昭
  - 音声：今野健、榊原大輔
  - TK：坂本幸子

汐留SKYサブ
- - TD：三山隆浩
  - SW：村上新郷
  - 調整：石山実
  - 音声：伊藤義典、中山貴晴
  - 音効：高取謙
  - CG技術：田中優貴
  - CGデザイン：北井達也、高澤広大
  - TK：石島加奈子、林恵潤佳
  - Co：山下剛
  - ディレクター：築地敦史、講崎優也、上本一

嵐にしやがれ 生放送ＳＰ
- - ナレーター：立木文彦
  - SW：渡辺滋雄
  - カメラ：津野祐一
  - MIX：亘美千子
  - VE：三崎美貴
  - 美術：葛西剛太
  - 電飾：佐藤勉
  - デザイン：栗原純二、北村春美
  - 大道具：田中庸之
  - 小道具：米山幸市
  - デスク：津下佳子
  - AP：塩水可菜子
  - ディレクター：川上渡、加藤健太
  - チーフディレクター：鈴木和昭
  - プロデューサー：森下典子、古賀絢子

生しゃべくりでタレコミ続出!その真相を初告白007
- - ナレーター：ラルフ鈴木（日本テレビアナウンサー）
  - SW：米田博之
  - カメラ：日向野崇
  - 音声：中村宏美
  - 調整：山口考志
  - 照明：鈴木道隆
  - 美術：山本澄子
  - 電飾：丹野順哉
  - 小道具：高橋吉彦
  - 大道具：永瀬雅俊
  - オブジェ：長壁誠
  - 特殊効果：堀田秀二郎
  - TK：山岸由佳、春日千佳子
  - AP：伊藤茉莉衣、杉本ルリ子、山脇由紀子、今村真乃美、松原由希香、杉本朋子
  - デスク：阿部絵里子
  - 制作進行：前田晋平
  - ディレクター：川俣和也、岩本智也、柳瀬寿明、伊藤航、髙橋公彦、竹田卓将、飯塚翔
  - 演出：藤森真実
  - プロデューサー：佐藤理恵、木下俊、吉田一浩、村越多恵子

有吉生反省会 反省バトルロワイヤル!生放送ＳＰ
- - ナレーター：近藤サト
  - AP：柳井千晴、岸加苗
  - デスク：宮城知代
  - ディレクター：井上伸正、田中真之、川村元昭
  - プロデューサー：長瀬徹、成子美里、浦田祐一郎

ギネス世界記録いくつ出せるかチャレンジ
- - ナレーター：立木文彦
  - 美術：三浦昭彦
  - 設営：本間昌弘
  - AP：髙橋孝平
  - 中継班AP：鈴木桃子
  - 制作進行：牧野郁人
  - ディレクター：春山正宏、稲元雅俊、田中克弥、仲西正樹、尾之上祐太
  - 中継班ディレクター：清水奈津子、雨宮佑介
  - プロデューサー：影山幸子、海老名和香
  - 中継班プロデューサー：原田里美
  - 演出：前川瞳美

24時間テレビチャリティーマラソン
- - ナレーター：槇大輔
  - TD/SW：八木原輝
  - VE：橋詰聖仁
  - MIX：船越正道
  - TD：萩野谷直樹、加藤大助、池田祐一郎、夏越一徳、本間一美
  - カメラ：原島伸光、斎藤智久、寺澤由明
  - マイクロ：小松亨
  - ドライバー：西村栄太郎、宮田雄一
  - 照明：千葉雄、真壁弘
  - デザイン：小川裕史
  - 大道具：伊東浩、西脇夕希子
  - マラソンプロデューサー：坂本雄次
  - マラソンコーディネーター：比企啓之、中川修一、佐藤成人、上北泰弘、中澤玲子、川崎慶太、田谷輝人、山田佳史、佐久間博之
  - ランナーケア：横田将、野田乃里子
  - 制作進行：田口美和子、日下潤、石井希和
  - S1コーディネーター：坂谷侑子、木村将士、遠藤隼人
  - 中継コーディネーター：鴇田晴海
  - ノンリニオペレーター：高野和子
  - GPS：橋村青樹
  - AP：笠間有美
  - ディレクター：有田駿介、高野透矢、曽我翔、東海林大介、齋藤郁恵、中村慎吾、梅澤将、長沼秀幸、城後加奈江
  - 演出：那須太輔
  - プロデューサー：小川明人、川邊哲也、田辺わたる、朝倉康晴 / 中村博行、廣瀬由紀子

義足で夢の槍ヶ岳登山!イモトと挑む3180m
- - ナレーター：服部伴蔵門
  - 中継TD：杉本裕治
  - 中継マイクロTD：沼田広美
  - SW：鎌倉和由
  - カメラ：石井邦彦、出野裕史
  - VE：久野嵩文
  - MIX：清水新太郎、安楽修平
  - ロケカメラ：岩澤治、水谷元保
  - ロケ音声：林芳成
  - 技術協力：㈱テレビ信州、㈱EAT
  - リサーチ：中原祐
  - ディレクター：石川直志、小野寺健、中尾光佐
  - 中継ディレクター：西村明浩、伊村幸多朗
  - 国際山岳医：千島康稔
  - 登山ガイド：倉岡裕之
  - マウンテンセーフティ：貫田宗男
  - 登山コーディネーター：古野博、稲村道子
  - プロデューサー：紀内良彦、吉村真人、輿石将大
  - 演出：長谷川孝

24時間リフォーム ～オンボロ駅を直そう!～
- - ナレーター：服部伴蔵門
  - TD：川村雄一
  - SW：村田陸彦
  - カメラ：山田大輔、横瀬勉、石井英明、小菅由晶
  - 音声：芦田沙織、渡辺祐一
  - MIX：大場悟
  - 照明：井口弘一郎、徳永博一
  - 大道具：苑田英和
  - ENGカメラ：長田洋平
  - ENG音声：西尾昌英
  - リフォーム監修：松野綾子、小林信夫、渡邊豪
  - 協力：銚子市立清水小学校のみなさん
  - S1コーディネーター：磯和伸明、奥村竜
  - FM：遠藤達也
  - ディレクター：渡邊友一郎、嵐修三郎、松井美保、舟木商策、富永恵也
  - AD：南條友香
  - AP：横澤俊之、永野博子、林貴恵、神田富士江、小暮美帆
  - プロデューサー：町尻具宗、大野光浩、阿河朋子

日本列島ダーツの旅的 告白の旅
- - ナレーター：真地勇志
  - AP：海老澤友美子、岡安里佳
  - ディレクター：森田隆行、満冨洋隆、大石正通、田野辺陽平
  - プロデューサー：江尻直孝、須藤大介

24時間テレビ今昔物語
- - ディレクター：杉本憲隆、広江孝吉
  - 演出：水嶋陽
  - プロデューサー：林田竜一、西口晃彦

マラソン坂本トレーナーの告白 命の限りあなたを愛す
- - ナレーター：槇大輔
  - AD：大谷蓮、照屋航大
  - 音効：吉田比呂樹
  - ディレクター：田島与真
  - 演出：桑原慶介
  - プロデューサー：荻原伸之、二瓶剛

お母さんの目になる…4歳の娘がはじめてのおつかい
- - ナレーター：石原さとみ、近石真介
  - カメラ：木村智、相葉圭樹、望月あずさ
  - VE：高橋拓也
  - 車両：渡辺正年
  - VR技術協力：藤原将展
  - 編集：宇田川健
  - 選曲：山崎尚志
  - ライン編集：樋口学
  - MA：滝澤康
  - ディレクター：工藤明裕
  - 演出：佐々竜太郎、大内淳嗣
  - 取材プロデューサー：鏑木クミ子
  - プロデューサー：藤澤季世子、髙橋芳夫、福与雅子

絶望を乗り越えたバスケットボール選手の生きる覚悟
- - ナレーター：佐々木希
  - ディレクター：川端鉄也、平野玲二
  - AD：辻潤
  - プロデューサー：佐藤愛

羽生結弦テレビ初告白 少年と夢のアイスショー
- - ナレーター：窪田等
  - TD：小澤俊博
  - カメラ：高橋尚志
  - VE：山田敏弘
  - MIX：高岡彰吾
  - PA：池戸和幸
  - クレーン：米窪康成、島田暁
  - 照明：藤山真緒、河内俊明
  - 美術プロデューサー：杉山知香
  - 美術デザイナー：田澤奈津美
  - 大道具：泉慎一、長谷部健治
  - PD：海老澤明子、星川泰応
  - 制作進行：清千里
  - ディレクター：久木野大、小元肇、小野勇樹
  - プロデューサー：大越理央

歴代朝の顔 司会者5人が大集合
- - 札幌テレビ放送：星野輝一、菅本祐太
  - 静岡第一テレビ：成瀬圭
  - 福井放送：広瀬大輔、八木義純
  - 広島テレビ放送：平田秀一
  - 山口放送：田村康夫、善甫義隆
  - 福島中央テレビ：藤田潮
  - 北日本放送：本田隆夫
  - 南海放送：荻山雄一
  - 福岡放送：岡田香織
  - SW：村松明
  - CAM：山田祐一
  - 調整：塩原和益
  - MIX：藤岡絵里子
  - 照明：佐野広之
  - 美術：上條宏美
  - 大道具：橋本洸平
  - ディレクター：高井健司、松島大悟、田中護、曾根尚、中村克之、笠井順、藤田正和
  - AP：大嶋麻由、古和田早紀
  - 芸能デスク：藤田梨奈
  - プロデューサー：安彦真利江、白川大介、高田耕作、坂本水奈
  - 演出：池谷賢志、碓田千加志

家族を亡くした人を勇気付ける 永六輔 心の言葉
- - AP：城美幸
  - AD：高橋葉子
  - 技術：だだだ
  - ディレクター：小川大輔
  - プロデューサー：柴田雅美

櫻井翔 新聞記者だった祖父/チョモランマに挑んだ男たち
- - ナレーター：木村多江
  - カメラ：金光利也、寺嶋優
  - 音声：林紘子
  - 編集：行木忍
  - MA：小川るみ
  - 音効：保苅智子
  - AP：斉藤詠美
  - ディレクター：宮本将孝
  - プロデューサー：羽村直子

坂本雄次が一度だけランナーに怒鳴ったワケ
- - ディレクター：竹内潤
  - AP：西あかね

野際陽子 最期の告白
- - AD：増子あかり、渋谷七海
  - ディレクター：吉田稔
  - AP：笹木哲、山下仁志
  - プロデューサー：新井秀和

テレビで見せない梅沢富美男 人生の3大告白
- - AD：平野美香
  - プロデューサー：小島俊一

武道館でサプライズ!プロポーズ大作戦
- - ナレーター：林田尚親
  - TD：竹田廣行
  - SW：中川裕次
  - カメラ：竹原史晃、船山和大
  - MIX：渥美慶太郎
  - VE：藤井圭子
  - 照明：大野精一
  - ディレクター：吉田陵
  - 演出：黒川高
  - プロデューサー：前田直敬、名田雅哉、竹内加奈子

がんを4歳の息子に"告白"
- - ディレクター：境一敬、中山健志
  - プロデューサー：山田美穂

天才作詞家・阿久悠 時代を変えた名曲秘話
- - ディレクター：塚田直之
  - AP：葛生朋美
  - プロデューサー：冨永祐一

石原さとみ 家族を支える母の右手～希望の義手～
- - ナレーター：窪田等
  - カメラ：三浦貴広
  - 音効：加藤つよし
  - 制作進行：矢澤永吉、登春奈、石川雅英
  - 協力：兵庫県立リハビリテーション中央病院、Ottobock.、福祉のまちづくり研究所
  - ディレクター：髙梨智子
  - プロデューサー：南里梨絵

靴職人・花田優一が初製作!伝説のタップシューズ
- - ディレクター：中津雄太、宮崎浩一、髙柳健太朗
  - 演出：加藤孝司
  - プロデューサー：滝澤真一郎、中島聡子

子ども達が夢の仮装大賞に挑戦!
- - ナレーター：真地勇志
  - 制作進行：渡辺絵美
  - 音楽効果：石橋裕司
  - 協力：岩手県立盛岡みたけ支援学校
  - ディレクター：小室圭子、山本修一、西川裕
  - 演出：徳永清孝
  - 監修：神戸文彦
  - プロデューサー：南波昌人、平井秀和、若松七重

17才の女子高生が告白 同級生の前で勇気を出して…
- - ディレクター：渡辺梢子
  - プロデューサー：黒川こず枝

箱根3連覇 青学・原監督 覚悟の1500m走
- - TD：三沢津代志
  - VE：加藤弘明
  - チーフカメラ：白木翔
  - 音声：小村茂智
  - イントレ：山本貴明
  - SNG：奥畑潤一
  - 営業：井脇健太郎、桑原義夫
  - タイマー：齋藤大雅
  - CG：藤田成弥
  - 中継ディレクター：椿亮輔
  - ディレクター：松岡祐樹、赤﨑公平、伊崎晃人、森田浩平
  - 演出：中村富美
  - プロデューサー：森俊憲

日本アニメ誕生100周年 勇気と希望のメドレー
- - ナレーター：服部伴蔵門
  - 制作進行：横山琢磨、小田邊駿、白水央人
  - AP：坂元紫乃、竜円徹
  - ディレクター：諏訪一三、菅野健治、小林亘、熊谷芳子
  - プロデューサー：倉田忠明、石原由季子

三浦祐太朗が母・山口百恵への思いを告白
- - カメラ：齋藤和彦
  - 音効：中村鉄太郎
  - ディレクター：中山準士
  - プロデューサー：矢嶋麻実

芸人たちが必ず涙する さだまさしの名曲
- - AD：今野舞紀
  - 技術：イメージランド
  - ディレクター：大西徹、内出有布

林修が日本一のチョーク工場へ
- - 音効：小田切暁
  - 編集：加納敏行
  - MA：梶山恭一
  - AD：山田裕大、正岡夕希
  - AP：安田奈央
  - ディレクター：安田太地
  - プロデューサー：宮崎慶洋、山本玲子

黒柳徹子が「生き方」を授業 夢のファッションショー
- - AP：由茅奈保美
  - ディレクター：財津猛、町田亘、髙橋政光、小野亮太、砂川隼樹
  - 演出：内田秀実
  - プロデューサー：原司、佐藤俊一、中島小恵理

チャリティー笑点/桂歌丸の告白
- - SW：宮崎和久
  - カメラ：赤澤知弘
  - 照明：小川勉
  - 音声：酒井孝
  - 電飾：飯塚奈美
  - 美術プロデューサー：櫻場千尋
  - デザイン：大住啓介
  - 大道具：田村佳久
  - 小道具：林孝一
  - メイク：外山奈津子
  - 衣裳：栗田佐智子
  - 集客：久住亮二、広畑尚哉
  - AD：五十嵐くるみ
  - FM：山口裕之、福田拓也
  - AP：小森佳代
  - ディレクター：高木裕司
  - 制作進行：小川愛
  - TM：新名大作
  - プロデューサー：福田一寛、飯田達也、大畑仁

ブログからもらった勇気
- - ディレクター：大原正也
  - プロデューサー：持田順也

未来への希望を歌声に 櫻井翔が伝えるふるさと福島
- - ナレーター：櫻井翔
  - AD：児玉龍矢、袴田有美、大橋良平
  - AP：岩田真奈美、明田未妃
  - プロデューサー：佐藤里絵
  - ディレクター：猪股由太郎、川畑俊介

女芸人と耳の不自由な子ども達がマリンバに挑戦！
- - ナレーター：平野義和
  - 演奏指導：十鳥勉、T.J.P.P.A.L
  - 協力：千葉県立千葉聾学校、㈱ヤマハミュージックジャパン
  - ディレクター：武井正弘、吉村彰人
  - プロデューサー：伊藤英恵、竹下美佐、佐藤友美

応援FAX
- - ディレクター：藤村利晴、栗栖政文
  - プロデューサー：森下泰男、斎藤みさ子
  - 演出：前田大輔

告白企画
- - ディレクター：鈴木守、石坂啓人、鈴嶋直子、長井香織、須原翔
  - プロデューサー：神尾育代

日本武道館
- - TD：中島和真
  - 音声プラン：原秀彰
  - SW：安藤康一、松嶋賢一、荻野高康、吉田健治
  - カメラ：大庭茂嗣、中村哲也、岩永雄允、高木亮、佐藤裕司、矢作陽一、早川智晃、茅野竜徳、蔦佳樹、福田伸一郎、星勇次、土田恭平、高松里恵、西阪康史、山内剛、小野寺裕太、高野信彦、木藤和久、門田健、小林宏義、高木静香、梓沢曜平
  - 音声：大越克人、小原正広、小境健太郎、川合亮、宮内貞、杉村理紗、滝口祐造、高木哲郎、加賀金重郎
  - 調整：吉﨑慶、菅谷典彦、石野太一、鈴木昭博、岩原正明、児玉大輔、渡邊佳寛、岡田直紀、舘野真也、田口徹
  - 音楽効果：村上義行、西谷香澄、岡崎宏、佐藤充、宮川素子、吉田茂、小川彦一
  - 照明：小笠原雅登、大矢晃、掛橋司、岩井千知、中山佑宇、長谷川剛史
  - テレビモニター：杉山知浩
  - マルチモニター：小内一豊
  - 美術プロデューサー：栗原和也
  - デザイン：波多野真理、熊崎真知子
  - 設営︰石原隆、金丸真土
  - 大道具︰下吉克明、鷲嵜季映
  - 電飾：二階堂哲也、糸数青祥
  - 特殊効果：内山栄一
  - アクリル装飾：松本健、山田隼人
  - バルーン：細田修
  - 花装飾︰鈴木晴美
  - 装飾︰安藤厚
  - メイク：奥松かつら
  - VTR出しディレクター：奥河内都、八隅秀哲、松本健太郎
  - ステージング：MIKO、坂田圭司
  - TK：中村ひろ子、矢島由紀子、桜井えみこ、田中彩、山際慎子
  - 編曲：しかたたかし、たかしまかんた
  - オーディオコーディネーター：鳥飼弘昌
  - 演奏：ガッシュアウト、フェイスミュージック
  - コーラス：フィジー、ミュージッククリエイション、日テレ学院
  - 手話コーラス隊：日本テレビ小鳩文化事業団
  - アシスタント：日本テレビイベントコンパニオン
  - 日テレ学院コーラスコーディネーター：飯田啓之、大西麗、遠藤佐知子
  - 番組取材プロデューサー：小林拓弘、岩崎小夜子
  - ゲストフォロー：黄木美奈子、髙松明央、加藤晋也、高尾あずみ、栄永英幸、向山典子、星野智絵、筒井梨絵、大野もも、曽我部奈美
  - フロアディレクター：鈴木淳一、舟澤謙二、長谷川賢一、氣賀澤宏隆、高橋康之、鈴木豊人、宇津浩二、松川裕範、川島啓史、吉田雄太郎、北村桃子、田中もも、糸賀絢香、藤戸星妃、田村幸大、新井万季、大井章生、西本幸平、井上統暉、上野詩織、大西雄生
  - ケータリング：野崎麻由美、石塚理、大澤清吾
  - 武道館コーディネーション：内藤智子、光岡裕子、脇阪真琴、鈴木涼介、佐々木有雅、植原佳世子
  - プロデューサー：江成真二、島田総一郎、笹部智大、吉無田剛、岩下英恵、末延靖章、杉山直樹、宮太一
- 協力：日本武道館
- 制作協力：IVSテレビ制作、アガサス、AX-ON、アンメック、いまじん、えすと、オリオンクルー、極東電視台、クリエイティブ30、コール、これから、コスモ・スペース、ゴッドキッズ、ザイオン、ザ・ワークス、ジッピー・プロダクション、仁プロデューシング、厨子王、スパイスファクトリー、創輝、ソリスプロデュース、DAYDREAM、東阪企画、日企、日テレイベンツ、フォアキャスト・コミュニケーションズ、パッション、ブームアップ、モスキート、ユニオン映画、ランナーズ・ウェルネス、ロール・ワン
- 構成：桜井慎一、ヒロハラノブヒコ、川上トリオ、木南広明、林田晋一、アリエシュンスケ/会沢展年、飯塚大悟、石塚祐介、内海譲司、遠藤佳三、大谷裕一、筒本隆、菊池裕一、木野聡、小林哲也、近藤裕次、坂本茜、佐藤かんじ、城啓介、杉山奈緒子、関根清貴、高梨武志、デーブ八坂、成瀬正人、槇本大介、長谷川勉、羽田正樹、堀江里光、三木睦郎、宮崎牛丼、山形遼介、山田浩康

24時間テレビ事務局
- - 事務局長：岡田浩行
  - 事務局：高見俊彰、鬼丸尚、武井実、市嶋文裕、梅村由紀、早瀬茉莉絵、岩久みか、澤野杏里
- ボランティア本部：大西千晶、柚木洋彦、君島里江子 全国のボランティアの皆さん、草の根チャリティーネットワーク
- 制作進行：東原祐子、西村友美
- 制作：黒岩直樹、黒崎太郎、福田博之/福地聡、森實陽三
- 武道館ディレクター：上田崇博、井上尚也、吉川真一朗、諸田景子、小松正樹
- 武道館企画演出：福田逸平太、市川隆、利根川広毅、石﨑史郎
- 汐留本社S1サブディレクター：森山琢哉、伴在正行、渡辺春佳、山下聖司、冨永琢磨、渡辺邦宏
- S1サブ演出：清水星人、安島隆、上利竜太、橋本和明
- 全体進行：斉藤寿
- プロデューサー：西川宏一
- 武道館演出：古立善之
- 総合プロデューサー：横田崇
- 総合演出：髙橋利之
- チーフプロデューサー：道坂忠久
- 制作指揮：加藤幸二郎
- 製作著作：日本テレビ